# Coscinia bifasciata
Coscinia bifasciata är en fjärilsart som beskrevs av Jules Pièrre Rambur 1832. Coscinia bifasciata ingår i släktet Coscinia och familjen björnspinnare. Inga underarter finns listade i Catalogue of Life.